# Luis de Carvajal y de la Cueva
Luis de Carvajal y de la Cueva (Mogadouro, 1539 - Mexico-Stad, 1591), ook wel bekend als Luis de Carabajal y Cueva, was een Spaans-Portugese avonturier, slavenhandelaar en gouverneur.
Carvajal kwam uit een familie van conversos. Toen hij 8 jaar oud was, verhuisde zijn familie met hem naar Sahagún. Later verhuisde hij via Portugal naar Kaapverdië, waar hij 13 jaar werkzaam was als overheidsfunctionaris in de slavenhandel. Daarna trok hij naar Sevilla, waar hij trouwde met Guiomar de Ribera, een vrouw uit Lissabon. Haar vader was ook betrokken bij de slavenhandel.

## Eerste verblijf in Nieuw-Spanje
Korte tijd later reisde Carvajal met zijn schip af naar Nieuw-Spanje als een van de leidinggevenden van de Spaans Indische vloot. Daar aangekomen werd hij burgemeester van Tampico. In 1568 pakte Carvajal 77 Engelsen op die door John Hawkins aan de kust van Tamaulipas waren afgezet. Toen dit werd gerapporteerd aan onderkoning Martín Enríquez de Almanza, was die zodanig onder de indruk, dat hij Carvajal benoemde tot kapitein. Hij werd naar Río Bravo gestuurd om daar vijandige indianen aan te pakken. Hij werd ervan beschuldigd zijn macht te misbruiken om in slaven te handelen en werd naar Mexico-Stad geroepen om zichzelf daar te verdedigen. Al snel vertrok hij vanaf daar naar Spanje, waar hij in maart 1579 aan de Indie-raad voorstelde de havens tussen de Río Pánuco en Santa Elena stuk voor stuk te laten ontwikkelen, om de bewoning rond Tampico uit te breiden en om Mexico verder te verkennen 'van zee tot zee'.

## Tweede verblijf in Nieuw-Spanje
Op 31 mei 1579 benoemde Filips II van Spanje Carvajal tot gouverneur en kapitein-generaal, met de opdracht de nieuwe Mexicaanse provincie Nuevo León te verkennen, onder controle te krijgen en te voorzien van nederzettingen. Hij kreeg van de koning een vrijstelling om in dit gebied ook conversos toe te laten. Dit opende de deur voor een nieuwe stroom immigranten, die uitsluitend dit gebied konden bevolken. Carvajal charterde complete schepen om grote hoeveelheden conversos de oceaan over te krijgen. Om te beginnen voer hij met de Santa Catarina de oceaan over, met 100 gezinnen aan boord, voor een groot deel bloedverwanten van zijn vrouw of van hemzelf. De cryptojoden kregen door zijn aanstelling een nieuwe kans om de koloniën te betreden. Binnen enkele jaren, met Carvajal nog als gouverneur in Monterrey, de door hemzelf gestichte hoofdstad van het gebied, kregen zij er alle ruimte om hun godsdienst uit te oefenen. Er kwamen steeds meer cryptojoden naar Monterrey uit alle hoeken van Mexico. Ze werden vervolgd door de Mexicaanse inquisitie en in Nuevo León was het veiliger voor hen.
In 1590 werd Carvajal opgeroepen om samen met zijn directe familie en andere verwanten voor de Inquisitie in Mexico-Stad te verschijnen. Ze werden gearresteerd en gevangengezet. Carvajal stierf rond 1591 in de gevangenis. Zijn familie werd in eerste instantie gerehabiliteerd, maar de meesten belandden op 8 december 1596 alsnog op de brandstapel. Twee van zijn neven wisten te vluchten naar Italië, waar ze bekende rabbijnen werden. Ze hadden hun naam gewijzigd in Lumbroso.